# Blasiales
Blasiales es un orden de Marchantiophyta con una sola familia y dos especies. El orden tradicionalmente ha sido clasificado entre los Metzgeriales, pero la cladística molecular sugiere una colocación en  Marchantiopsida.

## Familias
- Blasiaceae
- †Treubiitaceae